# Akademicki Związek Sportowy Politechniki Warszawskiej 2014-2015
Questa voce raccoglie le informazioni riguardanti l'Akademicki Związek Sportowy Politechniki Warszawskiej nelle competizioni ufficiali della stagione 2014-2015.

## Organigramma societario
Area direttiva
- Presidente: Jolanta Dolecka

Area tecnica
- Allenatore: Jakub Bednaruk
- Allenatore in seconda: Konrad Cop

## Rosa
| N° | Nome                 | Ruolo | Data di nascita  | Nazionalità sportiva |
| -- | -------------------- | ----- | ---------------- | -------------------- |
| 2  | Maciej Olenderek     | L     | 16 ottobre 1992  | Polonia              |
| 3  | Patryk Strzeżek      | S/O   | 19 novembre 1989 | Polonia              |
| 4  | Jakub Radomski       | S     | 16 marzo 1988    | Polonia              |
| 5  | Piotr Lipiński       | P     | 4 gennaio 1979   | Polonia              |
| 7  | Bartłomiej Lemański  | C     | 19 marzo 1996    | Polonia              |
| 8  | Waldemar Świrydowicz | C     | 18 dicembre 1986 | Polonia              |
| 9  | Krzysztof Bieńkowski | P     | 19 giugno 1995   | Polonia              |
| 10 | Michał Filip         | S     | 31 agosto 1994   | Polonia              |
| 11 | Aleksander Śliwka    | S     | 24 maggio 1995   | Polonia              |
| 12 | Artur Szalpuk        | S     | 20 marzo 1995    | Polonia              |
| 16 | Paweł Mikołajczak    | S/O   | 20 giugno 1988   | Polonia              |
| 17 | Mateusz Sacharewicz  | C     | 23 ottobre 1989  | Polonia              |